# Gümüşkent, Gülşehir
Gümüşkent là một thị trấn thuộc huyện Gülşehir, tỉnh Nevşehir, Thổ Nhĩ Kỳ. Dân số thời điểm năm 2011 là 673 người.